# Língua lillooet
Lillooet /ˈlɪloʊɛt/, também chamada St’át’imcets ou st͡ɬʼæt͡ɬʼjəmxət͡ʃ, por vezes expressa por Sƛ̓áƛ̓imxəc), é a língua do povo St'at'imc, uma língua Salishe do ramo alishe Interior falada no sul da Colúmbia Britânica, Canadá, ao redor dos rios Fraser e Lillooet. A língua do povo Baixo Lillooet usa o nome {lang | lil | Ucwalmícwts}}, porque  St’át'imcets significa "a língua do povo de Sat̓  ", isto é, o Lillooet Superior do Rio Fraser.
Lillooet é uma língua em extinção com apenas 200 falantes nativos praticamente todos com mais de 60 anos de idade (Gordon 2005)...

## Fonologia

### Consoantes
St'at'imcets tem 44 sons consoantes:
|             |             | Bilabial | Dental           | Dental | Dental           | Pós-alveolar /Palatal | Pós-alveolar /Palatal | Velar | Velar       | Pós- velar | Pós- velar | Glotal |
| Central     | Lateral     | Bilabial | retraída lateral | plana  | retraída lateral | plana                 | Labializada           | plana | Labializada |            |            | Glotal |
| ----------- | ----------- | -------- | ---------------- | ------ | ---------------- | --------------------- | --------------------- | ----- | ----------- | ---------- | ---------- | ------ |
| Oclusiva    | plana       | p        | t                |        |                  | t͡ʃ                    | t͡ʂ                    | k     | kʷ          | q          | qʷ         |        |
| Oclusiva    | glotalizada | pʼ       | t͡sʼ              | t͡ɬʼ    |                  |                       |                       | kʼ    | kʷʼ         | q͡χʼ        | q͡χʷʼ       | ʔ      |
| Fricativa   | Fricativa   |          |                  | ɬ      |                  | ʃ                     | ʂ                     | x     | xʷ          | χ          | χʷ         |        |
| Nasal       | plana       | m        | n                |        |                  |                       |                       |       |             |            |            |        |
| Nasal       | glotalizada | ˀm       | ˀn               |        |                  |                       |                       |       |             |            |            |        |
| Aproximante | plana       |          | z                | l      | ḻ                | j                     |                       | ɰ     | ɰʷ          | ʕ          | ʕʷ         | h      |
| Aproximante | glotalizada |          | zʼ               | ˀl     | ˀḻ               | ˀj                    |                       | ɰʼ    | ɰʷʼ         | ʕʼ         | ʕʷʼ        |        |

- Obstruentes são as oclusivas, africadas e fricativas. Existem 22 obstruentes.
- Sonorantes são as nasais e nasais e aproximantes. Existem 22 sonorantes.
- As oclusivas glotais são pronunciadas como ejetivas. Os sonoras glotalizados são pronunciados com voz rascante:  / ˀn / =  [n̰].
- As consoantes glotalizadas de St'at'imcets contrastam não só com consoantes simples, mas também com sequências de consoante simples + oclusiva glotal, ou consoante glotalizada + oclusiva glotal, em qualquer ordem. Isso vale tanto para os obstruentes quanto para os sonorantes:  [ɰʷ] ≠  [ɰʷʼ] ≠  [ɰʔʷ] ≠  [ɰʷʔ] ≠  [ʔɰʷʼ] ≠  [ɰʷʼʔ] e  [k] ≠  [kʼ] ≠  [ʔk] ≠  [kʔ] ≠  [ʔkʼ] ≠  [kʼʔ].
- As aproximantes dentais  / z, zʼ / são pronunciados alternativamente como fricativas interdentais  [ð, ð̰] ou como fricativas denaiss  [z̪, z̪̰], dependendo o dialeto de St'at'imcets.
- Existem quatro pares de consoante retraídas e não retraídas (que se alternam morfo-fonemicamente). Retração em consoantes é essencialmente uma velarização, embora adicionalmente,  / t͡ʃ / não retraída seja foneticamente llaminal]]  [t͡ʃ̻] enquanto  / t͡ʃ̠ retraído} / é apical  [t͡ʂ̺]. (Note também que St'at'imcets retraiu pares de vogais não retraídas.)
  -  / t͡ʃ / - / t͡ʃ̠ /
  -  / ʃ / - / ʃ̠ /
  -  / l / - / ḻ /
  -  / lʼ / - / ḻʼ /
- Entre as consoantes pós-velares e obstruentes  / q, qʷ, q͡χʼ, q͡χʷʼ, χ, χʷ / são todos pós-velares (pré-uvulares) {{IPA [k̠, k̠ʷ, k̠͡x̠ʼ, k̠͡x̠ʷʼ, x̠, x̠ʷ]}}, enquanto as aproximantes  [ʕ, ʕʷ, ʕʼ, ʕʷʼ] são faringeais ou uvulares verdaeiras

### Vogais
St'at'imcets tem 8 sons vogais:
|              | Anterior | Anterior     | Central  | Central      | Posterior | Posterior |
| não retraída | retraída | não retraída | retraída | não retraída | retraída  |           |
| ------------ | -------- | ------------ | -------- | ------------ | --------- | --------- |
| Fechada      | e [e]    | e̠ [ɛ]        |          |              | o [o]     | o̠ [ɔ]     |
| Medial       |          |              | ə [ə]    | ə̠ [ʌ]        |           |           |
| Aberta       |          |              | a [ɛ]    | a̠ [a]        |           |           |

- A percepção fonética dos fonemas é indicada entre parênteses à direita.
- Todas as vogais retraídas são indicadas por uma linha abaixo da vogal. Essas vogais retraídas alternam-se morfo-fonemicamente. (Notae que St'at'imcets também retrai consoantes.)
- A vogal / a / não retraída varia de  [ɛ ~ æ]. Como o  / e̠ / retraído e o  / a / não retraído podem ter pronunciados  [ɛ], geralmente há sobreposição fonética.

## Ortografia
| Fonema     | Ortografia | Fonema | Ortografia |
| Vogais     | Vogais     | Vogais | Vogais     |
| ---------- | ---------- | ------ | ---------- |
| /e/        | i          | /ɛ/    | ii         |
| /o/        | u          | /ɔ/    | o          |
| /ə/        | e          | /ʌ/    | v          |
| /ɛ/        | a          | /a/    | ao         |
| Consoantes |            |        |            |
| /p/        | p          | /m/    | m          |
| /pʼ/       | p̓          | /ˀm/   | m̓          |
| /t/        | t          | /n/    | n          |
| /tɬʼ/      | t’         | /ˀn/   | n̓          |
| /tʃ/       | ts         | /ɬ/    | lh         |
| /tʃˠ/      | ts̲         | /z/    | z          |
| /tsʼ/      | ts̓         | /zʼ/   | z̓          |
| /k/        | k          | /ɣ/    | r          |
| /kʷ/       | kw         | /ɣʷ/   | w          |
| /kʼ/       | k̓          | /ɣʼ/   | r̓          |
| /kʷʼ/      | k̓w         | /ɣʷʼ/  | w̓          |
| /q/        | q          | /ʕ/    | g          |
| /qʷ/       | qw         | /ʕʷ/   | gw         |
| /qχʼ/      | q̓          | /ʕʼ/   | g̓          |
| /qχʷʼ/     | q̓w         | /ʕʷʼ/  | g̓w         |
| /ʔ/        | 7          | /h/    | h          |
| /ʃ/        | s          | /j/    | y          |
| /ʃ̠/        | s̠          | /ˀj/   | y̓          |
| /x/        | c          | /l/    | l          |
| /xʷ/       | cw         | /ḻ/    | ḻ          |
| /χ/        | x          | /ˀl/   | l’         |
| /χʷ/       | xw         | /ˀḻ/   | ḻ’         |

## Amostra de texto
O que se segue é uma parte de uma história em van Eijk (1981: 87) contada por Rosie Joseph do Monte Currie.
St'at'imcets:

Nilh aylh lts7a sMáma ti húz̓a qweqwl’el’tmínan. N̓as ku7 ámlec áku7 tsípunsa. Nilh t’u7 st’áksas ti xláka7sa. Tsicw áku7, nilh t’u7 ses wa7, kwánas et7ú i sqáwtsa. Wa7 ku7 t’u7 áti7 xílem, t’ak ku7 knáti7 ti pú7y̓acwa. Nilh ku7 t’u7 skwánas, lip̓in̓ás ku7. Nilh ku7 t’u7 aylh stsuts: "Wa7 nalh aylh láti7 kapv́ta!" Nilh ku7 t’u7 aylh sklhaka7mínas ku7 láti7 ti sqáwtsa cwilhá k̓a, nao7q̓ spawts ti kwanensása...

Português:

Desta vez é de Máma que vou falar. Ela foi assim para pegar um pouco de comida de sua cabana. Então ela levou seu balde. Ela chegou lá e ficou por perto, pegando batatas. Ela estava fazendo isso, e então um rato passou por ali. Então ela pegou, apertou. Então ela disse: "Você fica todo esmagado agora!" Então ela abriu a mão e soltou o que acabou por ser uma batata, foi uma batata podre que ela pegou ...